# Le Crocq
Le Crocq ist eine französische Gemeinde mit 178 Einwohnern (Stand 1. Januar 2022) im Département Oise in der Region Hauts-de-France. Sie gehört zum Arrondissement Beauvais, zur Communauté de communes de l’Oise Picarde und zum Kanton Saint-Just-en-Chaussée.

## Geographie
Die Gemeinde Le Crocq liegt auf der Ebene des Plateau Picard, 22 Kilometer nördlich von Beauvais. Die östliche Grenze der Gemeinde verläuft auf einem Abschnitt der alten Römerstraße (System Chaussée Brunehaut) von Amiens nach Beauvais.

## Toponymie und Geschichte
Der Gemeindename wird von einem germanischen Personennamen (Crocco) abgeleitet.
Der Ort war ursprünglich an das benachbarte Cormeilles angeschlossen. Am Ende des 12. Jahrhunderts stand er unter der Herrschaft des Ludwig von Blois, der sie 1202 der Zisterzienserabtei Froidmont übertrug. 1244 kaufte die Abtei Breteuil einen Teil der Ländereien.

## Bevölkerungsentwicklung
| Jahr                       | 1962 | 1968 | 1975 | 1982 | 1990 | 1999 | 2010 | 2021 |
| -------------------------- | ---- | ---- | ---- | ---- | ---- | ---- | ---- | ---- |
| Einwohner                  | 152  | 130  | 108  | 93   | 122  | 156  | 185  | 178  |
| Quellen: Cassini und INSEE |      |      |      |      |      |      |      |      |

## Sehenswürdigkeiten
- Kirche Saint-Louis vom Ende des 18. Jahrhunderts[1] mit dem Gemälde „Apotheose des Heiligen Ludwig“ aus dem 17. Jahrhundert

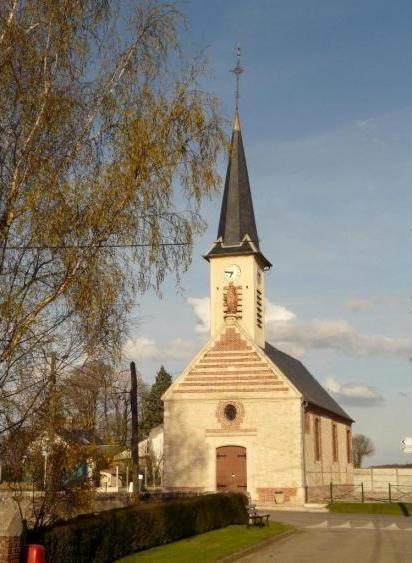
Kirche Saint-Louis
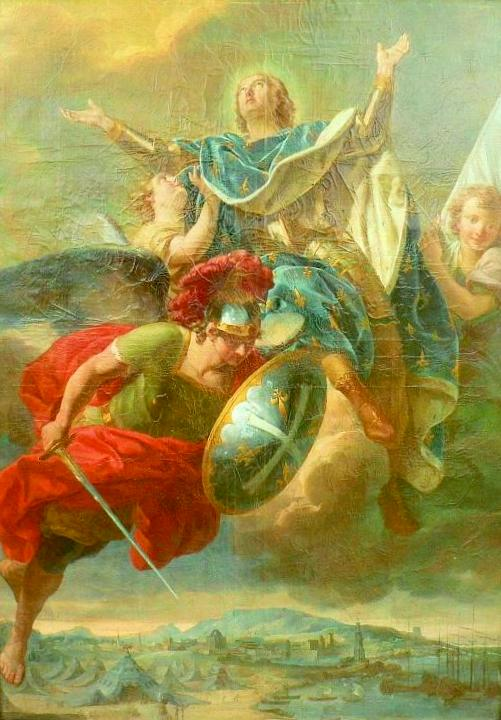
Gemälde „Apotheose des Heiligen Ludwig“
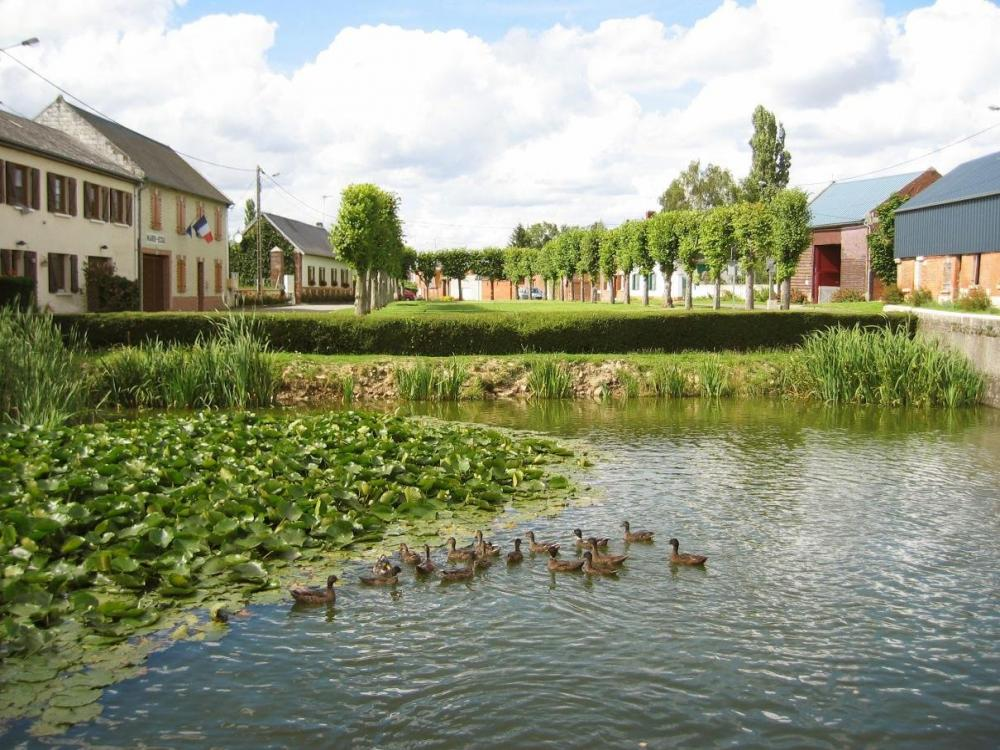
Dorfteich (links die Mairie)